# رامون غاراي
رامون غاراي (بالإسبانية: Ramón Garay)‏ هو ممثل أرجنتيني، ولد في 1896 في الأرجنتين، وتوفي في 1956.

## وصلات خارجية
- رامون غاراي على موقع IMDb (الإنجليزية)